# Secolul al XXIV-lea î.Hr.
(Secolul al XXV-lea î.Hr. -Secolul al XXIV-lea î.Hr. - Secolul al XXIII-lea î.Hr. - Secolul al XXII-lea î.Hr. - Secolul al XXI-lea î.Hr. - Secolul al XX-lea î.Hr. - Secolul al XIX-lea î.Hr. - alte secole)

Secolul al XXIV-lea î.Hr. a debutat in anul 2400 î.Hr. si s-a incheiat in 2301 î.Hr.. 

## Evenimente

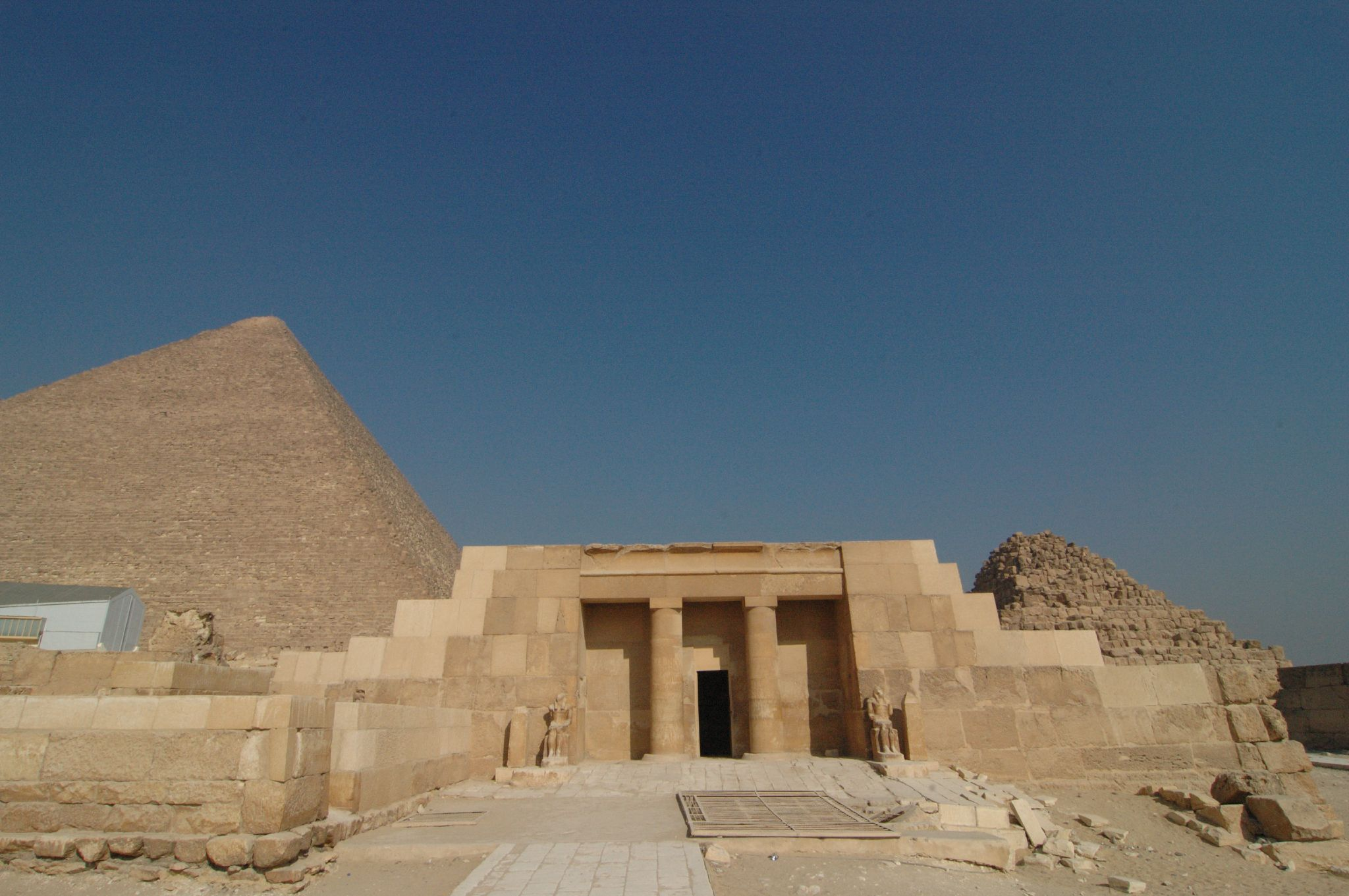
Matabaua faraonului Seshemnefer IV
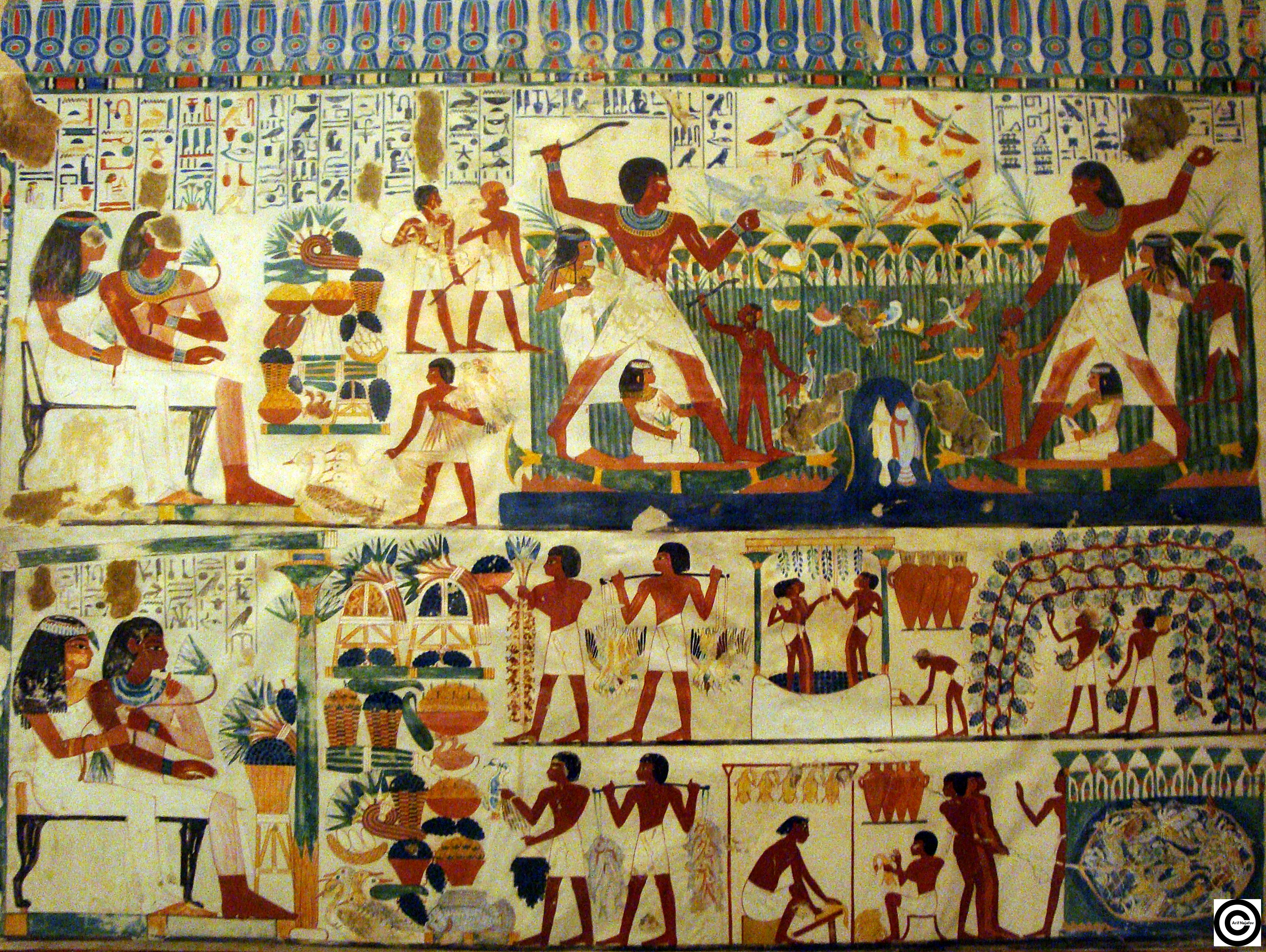
Picturi din mormantul lui Perneb
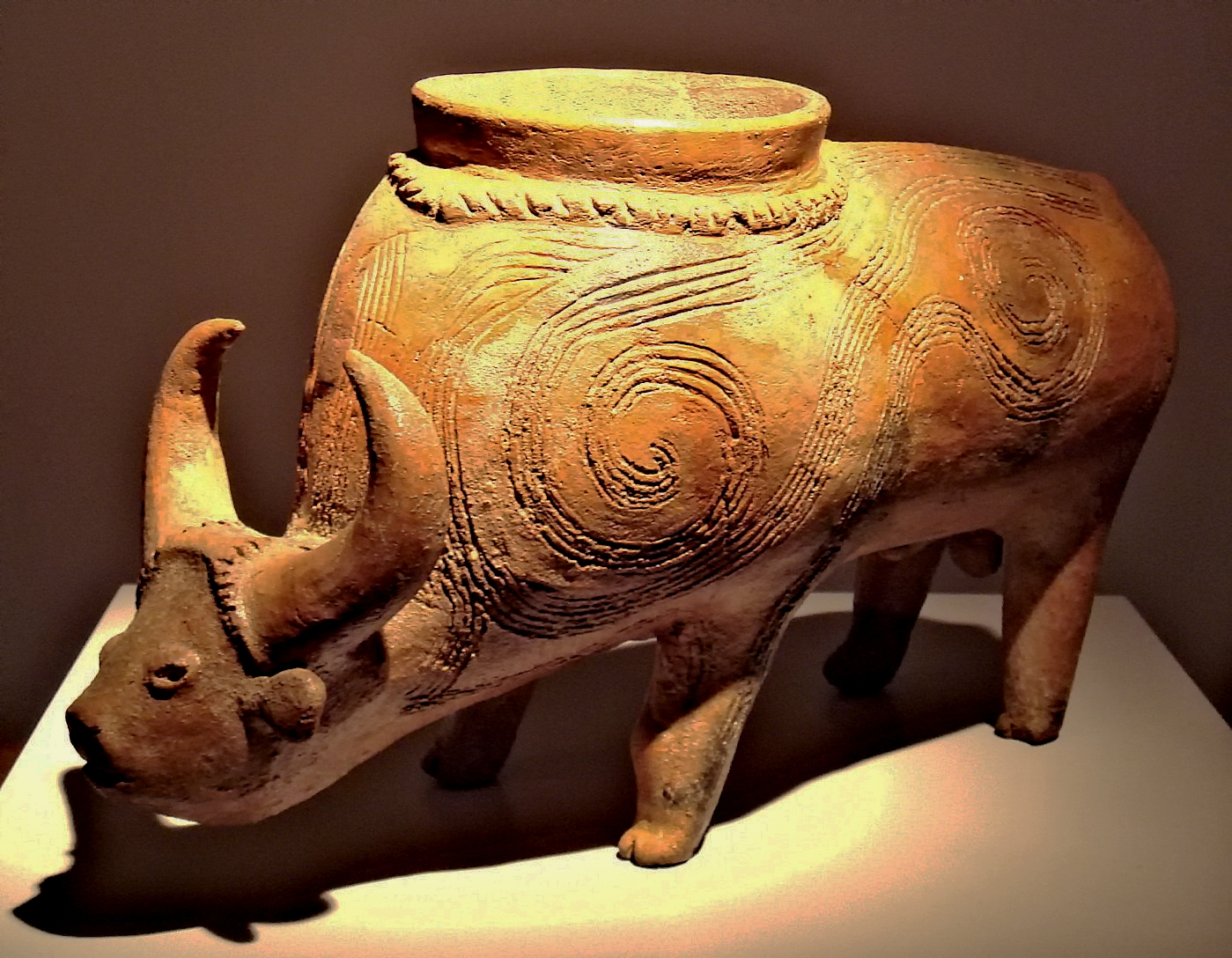
Figurina din ceramica din Thailanda
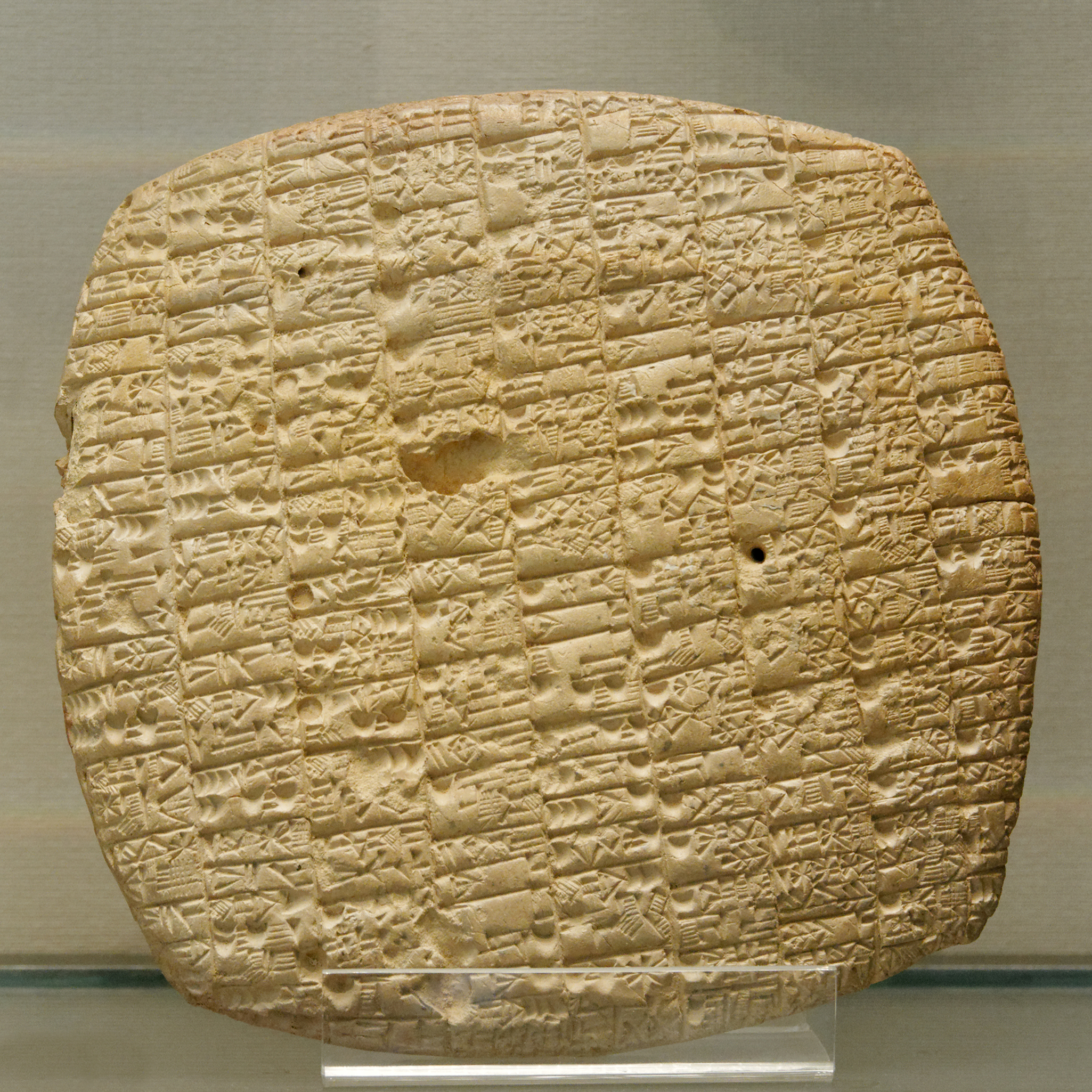
Tableta cuneiforma din Lagash
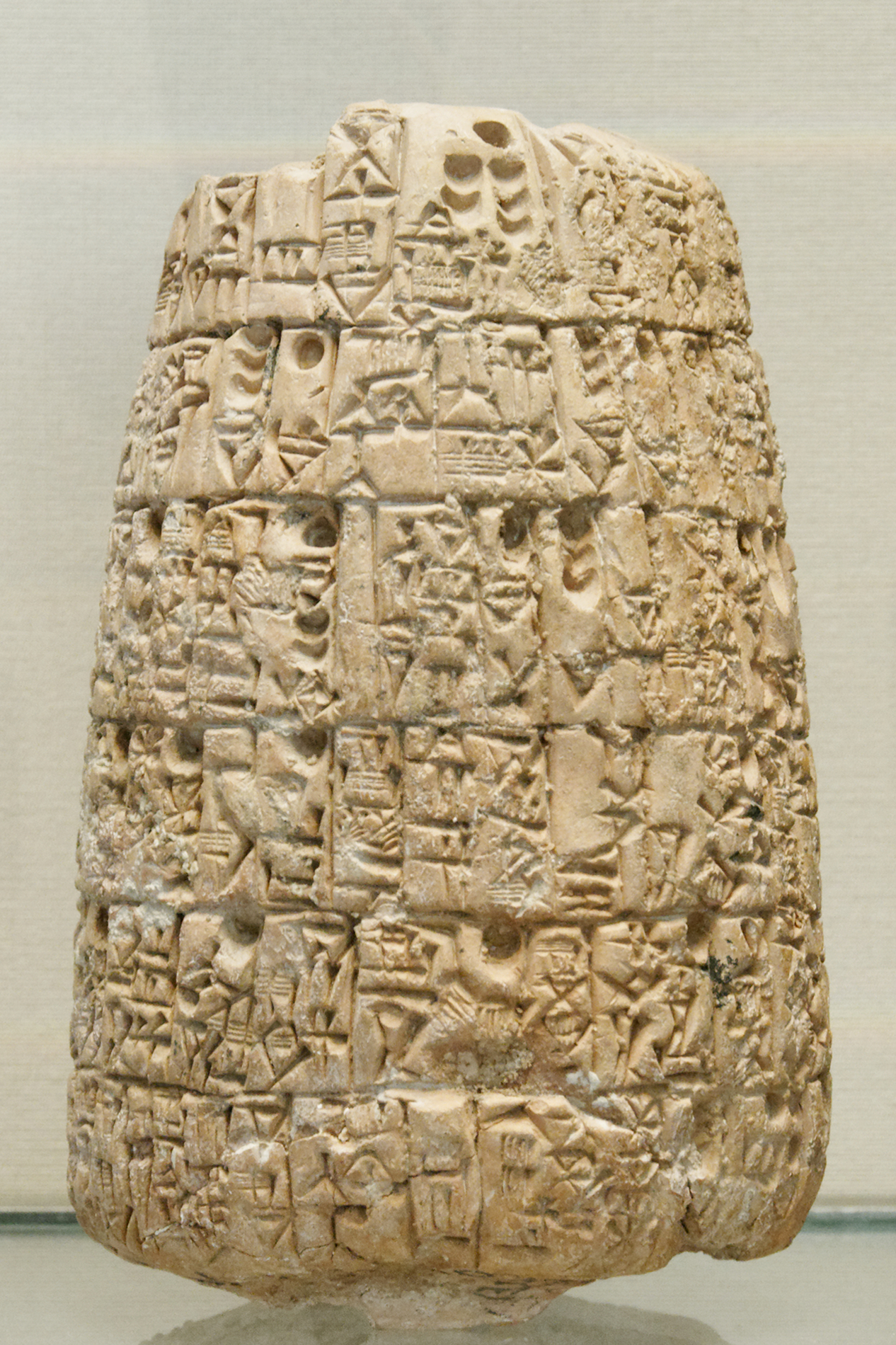
Contract de vanzarea unei case
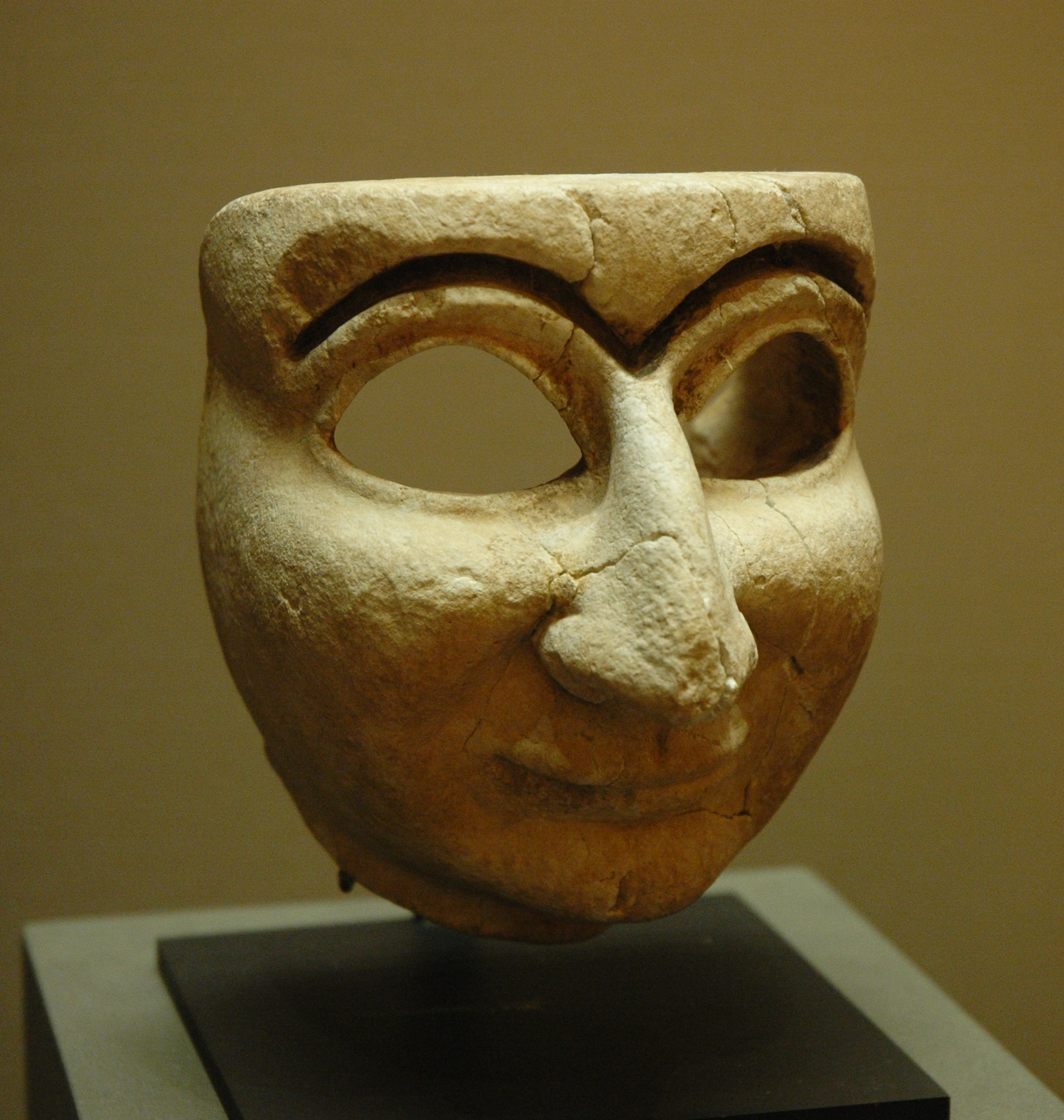
Masca din Mesopotamia
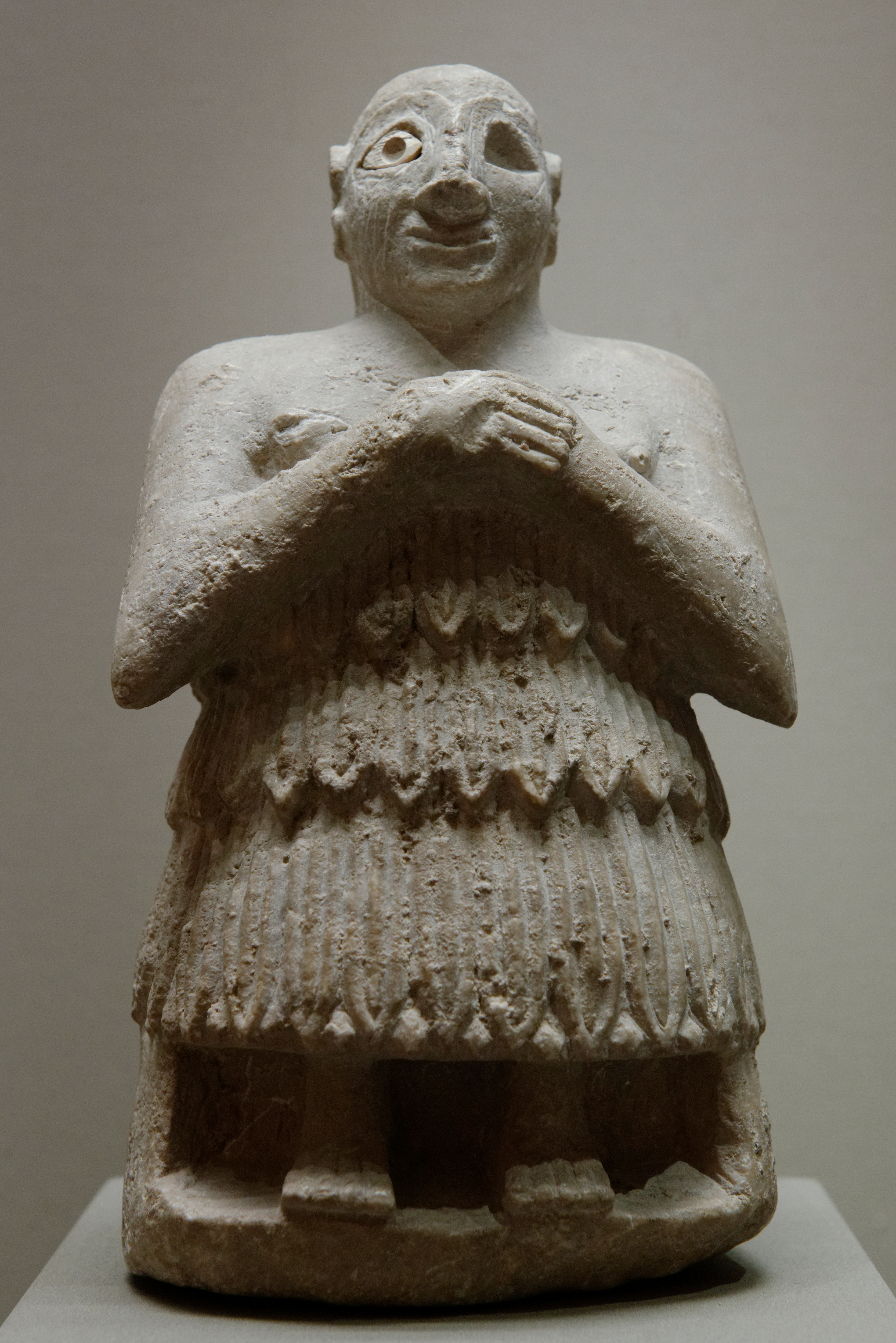
Statueta  sumeriana
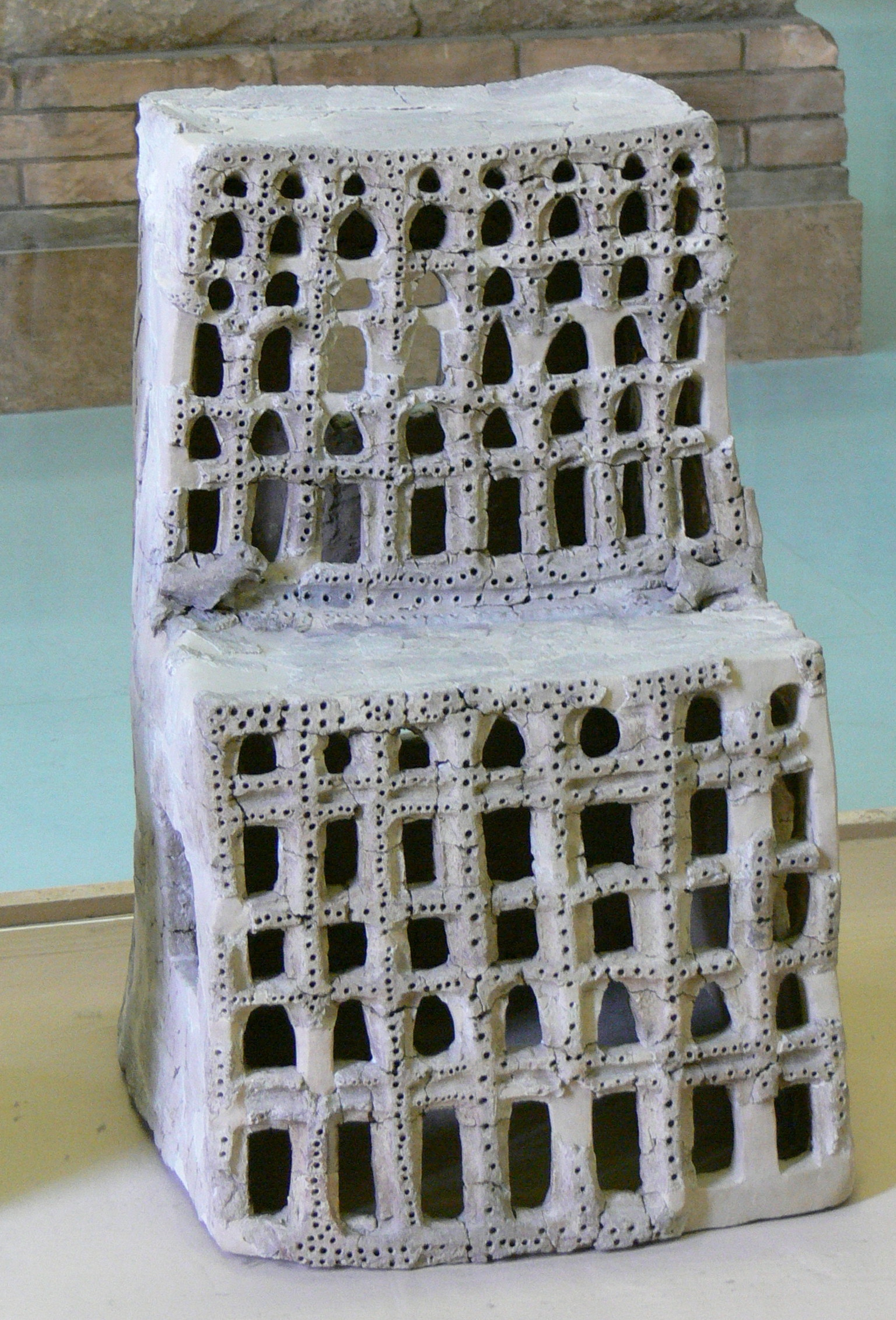
Model de locuinta din Assur
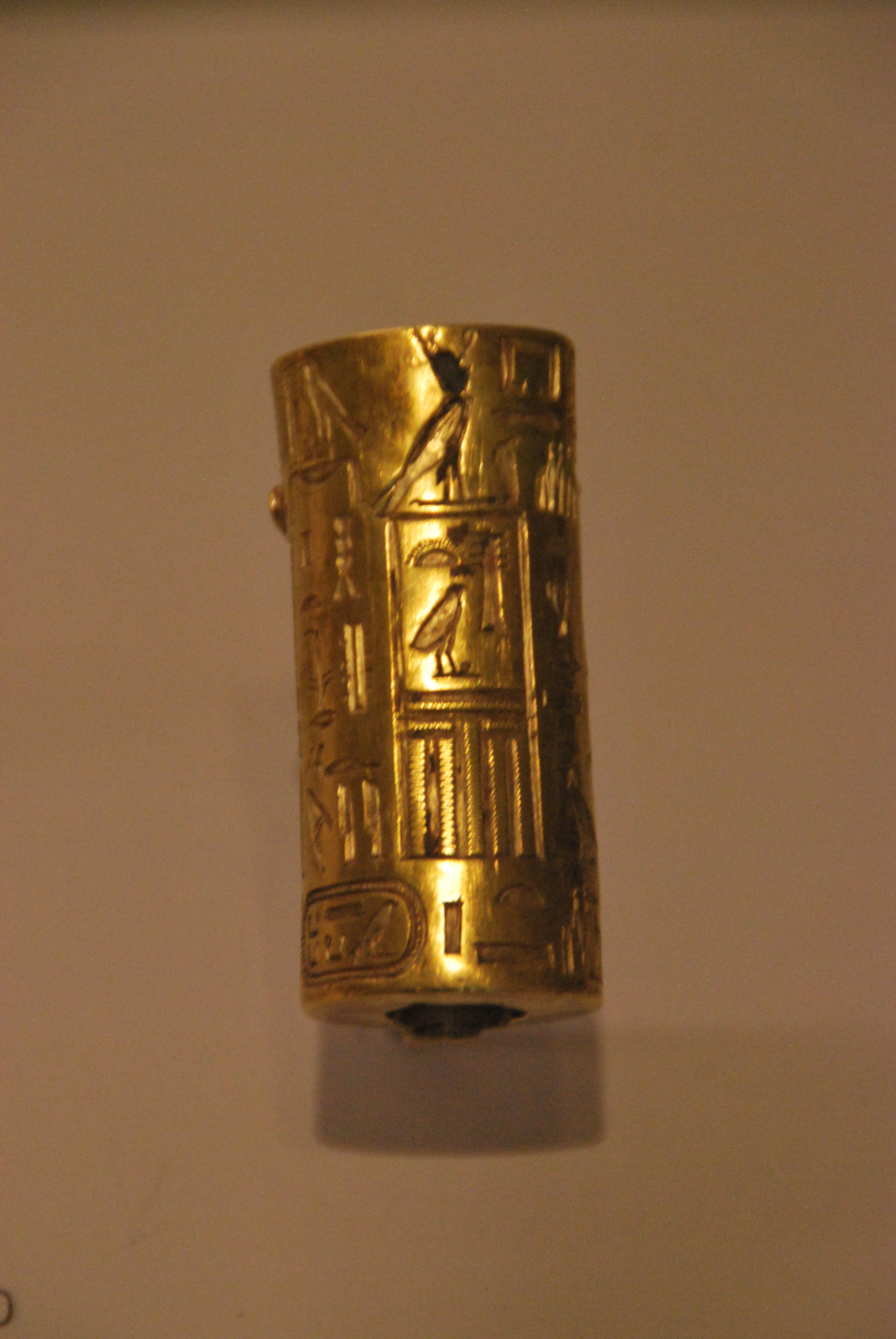
Cilindru auriu egiptean

- C. 2900 î.Hr.- 2334 î.Hr.: războaiele timpurii din Mesopotamia
- C. 2360 î.Hr.: Erupția vulcanului Hekla
- C. 2350 î.Hr.: Sfârșitul dinastiei timpurii în Mesopotamia.
- C. 2350 î.Hr.: prima distrugere a orașului Mari.
- C. 2345 î.Hr.: Sfârșitul dinastiei a cincea. Faraon Unas a murit.
- C. 2345 î.Hr.: dinastia a șasea din Egipt începe
- C. 2340 î.Hr.- 2180 î.Hr.: Imperiul Akkadian
- C. 2334 î.Hr.- 2279 î.Hr.: Sargon cucerește Sumer și Mesopotamia.
- Orașul Lothal fondat pe valea Indusului
- 2.400 î.Hr.:
  - șantier naval și doc în Lothal (India antică)
  - Egipt: vânătoarea cu șoimi, războiul de țesut vertical, aparitia apiculturii

## Personalități

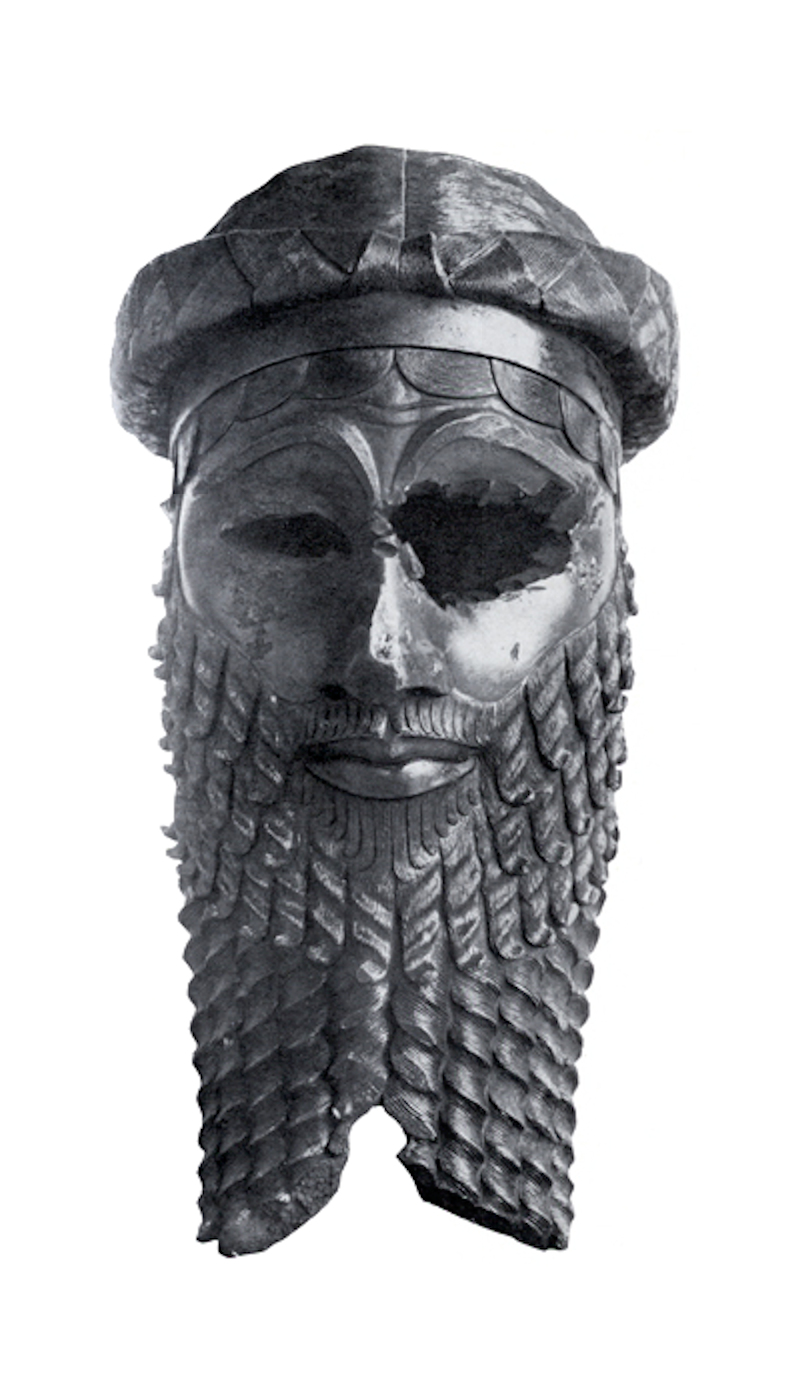
Sargon, regele Akkadului si Sumerului
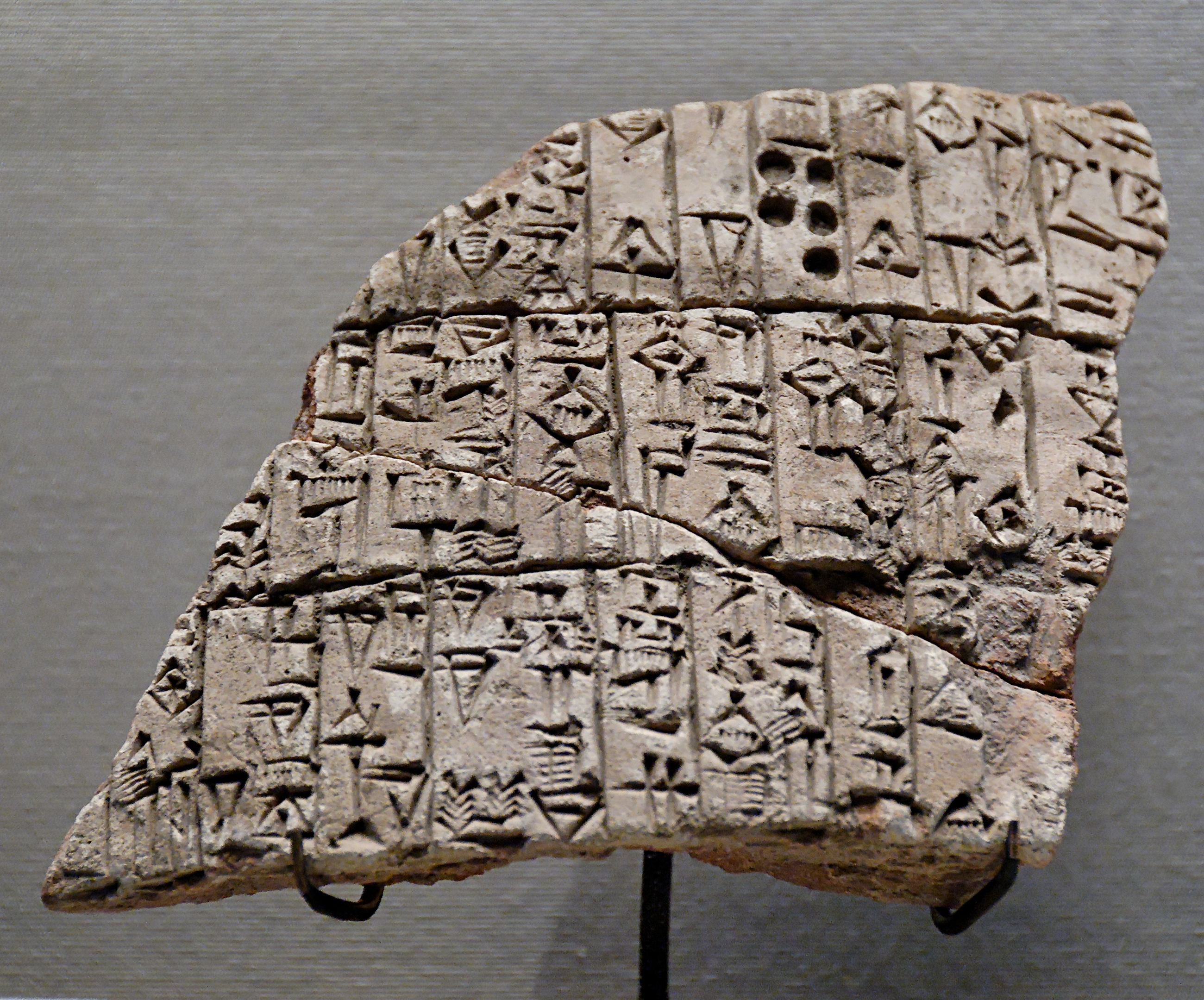
Regele Lagashului
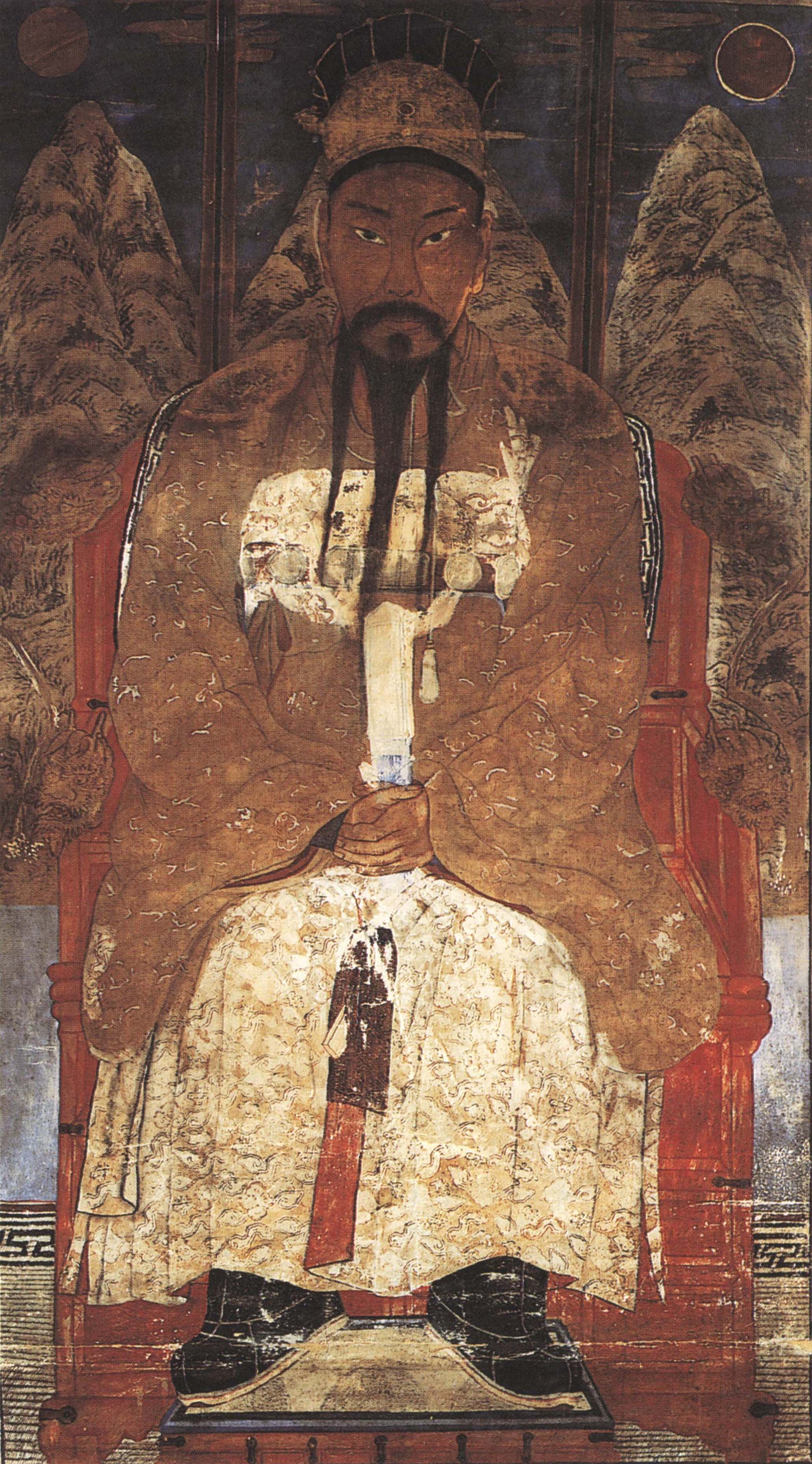
Dangu, fondatorul legendar al regatului coreean  Gojoseon
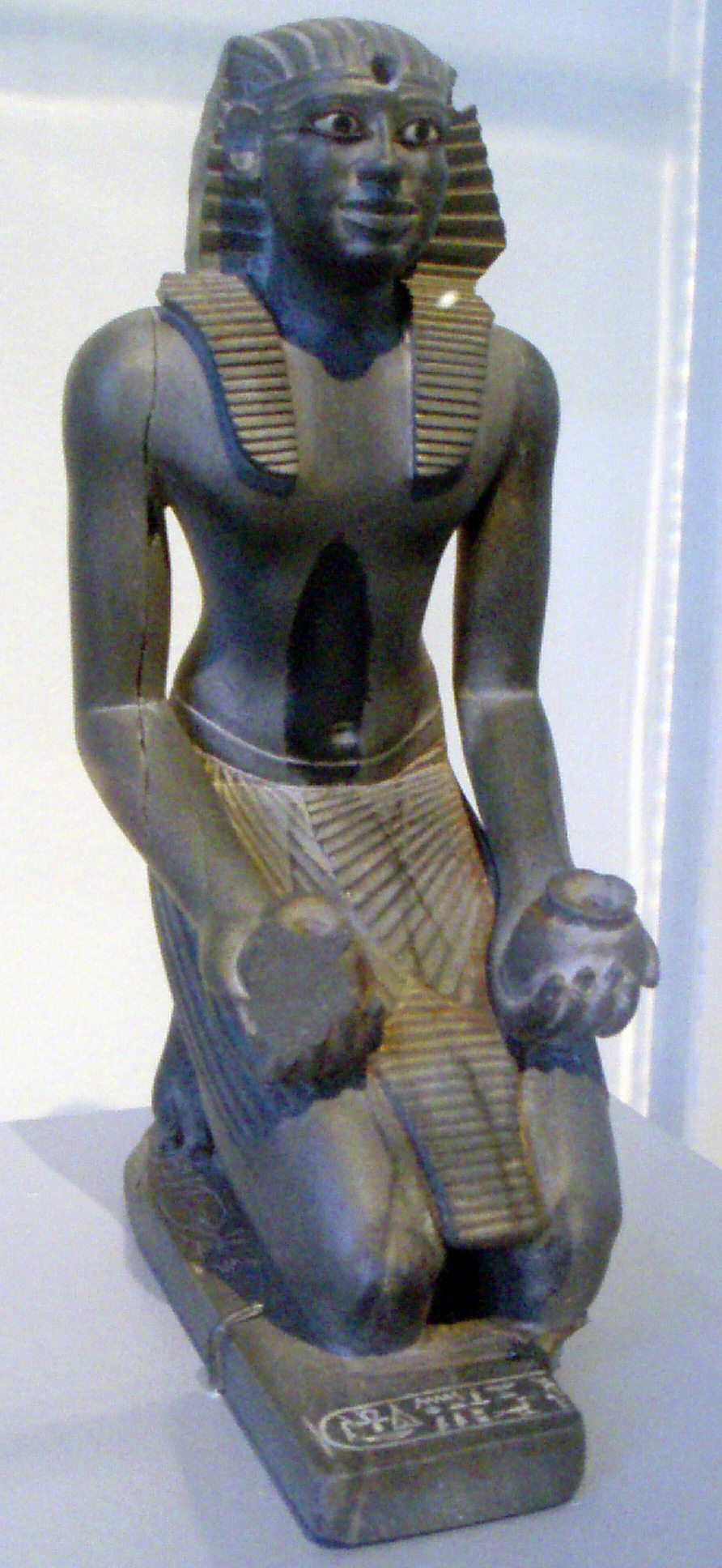
Faraonul Pepi I
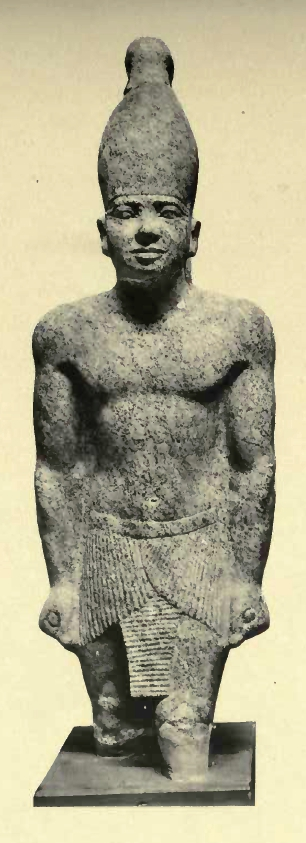
Faraonul Teti
Imparatul mitic Yao al Chinei